# Zaorejas
Zaorejas és un municipi de la província de Guadalajara, a la comunitat autònoma de Castella-La Manxa. Compèn les pedanies de Huertapelayo i Villar de Cobeta.